# Іванівка (Поливанівська сільська рада)
Іванівка — колишній населений пункт Магдалинівського району Дніпропетровської області.

## Стислі відомості
Підпорядковувалося Поливанівській сільській раді.
Станом на 1990 рік населення становило 10 осіб.
Зняте з обліку 1998 року.
Село знаходилося на лівому березі річки Кільчень, вище за течією на відстані 1,5 км розташоване село Поливанівка, нижче за течією на відстані 0,5 км — село Калинівка. Поруч проходить автомобільна дорога Т 0410.